# Ride (band)

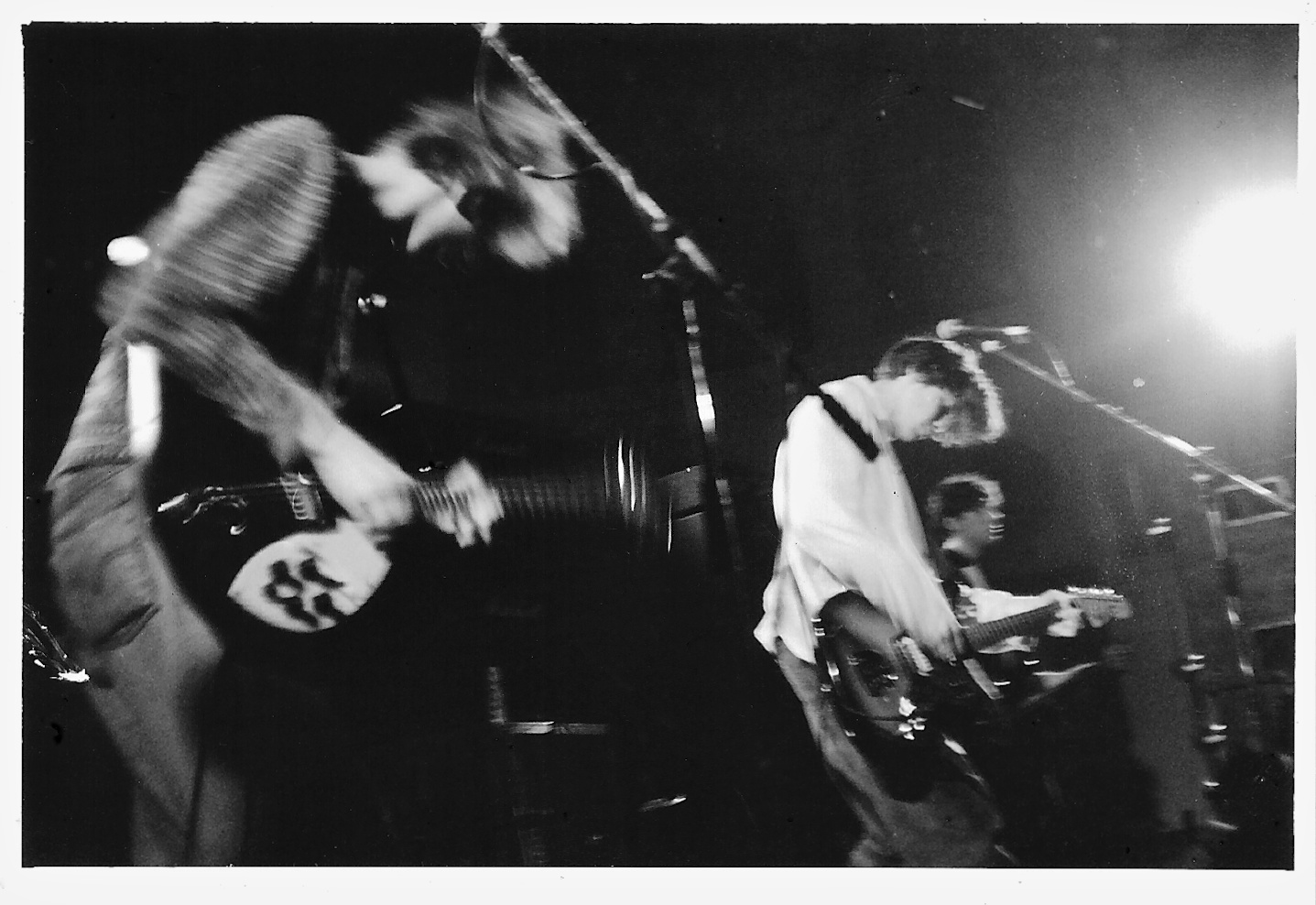
Ride (1990)

Ride is een Britse muziekgroep, gevormd in 1988 te Oxford en uit elkaar gegaan in 1996. Hun muziek wordt meestal shoegaze genoemd. Sinds 2014 is de band weer actief.

## Geschiedenis
Ride werd opgericht in 1988. De naam van de band komt van de titel van een kunstwerk dat door zanger Mark Gardener gemaakt werd op de middelbare school. Hoewel ze goede recensies kregen, braken ze nooit volledig door bij het grote publiek. Hun grootste succes was het album Nowhere uit 1990 (Creation Records), dat vaak naast Loveless van My Bloody Valentine geplaatst wordt als belangrijkste shoegazeplaat. Hun latere werk, waarvan het album Going Blank Again het bekendst is, was sterk beïnvloed door de muziekcultuur van begin jaren 90. Zo is de invloed van Nevermind van Nirvana duidelijk merkbaar. Echter, toen het grote succes uitbleef, groeide de spanning tussen de groepsleden. Toen Ride in 1996 uiteenging, gingen de leden van de groep elk hun eigen weg. Gitarist Andy Bell ging bijvoorbeeld basgitaar spelen bij Oasis. Vanaf 2001 was er weer onderling contact tussen de leden, wat resulteerde in enkele compilaties, livealbums en zelfs een ep met nieuwe nummers. Op 19 november 2014 maakte de band een reünie bekend in originele samenstelling. Er volgde een tournee in het voorjaar van 2015 door Europa en in de zomer in de Verenigde Staten. Een nieuwe CD verschijnt in juni 2017.

## Leden
- Andy Bell (gitaar) en zang
- Laurence Colbert (drum)
- Mark Gardener (gitaar en zang)
- Steve Queralt (basgitaar)

## Discografie

### Albums
- Nowhere (15-10-1990)
- Going Blank Again (9-3-1992)
- Carnival of Light (20-6-1994)
- Tarantula (20-3-1996)
- Weather Diaries (16-6-2017)
- This Is Not a Safe Place (16-8-2019)

### Singles/ep's
- Ride ep (1990)
- Play ep (1990)
- Fall ep (1990)
- Today Forever ep (1991)
- Leave them all Behind (1992)
- Twisterella (1992)
- Birdman (1994)
- How does it feel to feel? (1994)
- I don't know where it comes from (1994)
- Black Nite Crash (1996)
- Coming up For Air ep (2002)

### Compilaties
- Smile (1992)
- OX4  The Best of Ride (2001)
- Firing Blanks_Unreleased Ride Recordings 1988–95 (2001)
- Live_Reading Festival 1992 (2001)
- Waves (2003)

- Gemeinsame Normdatei: 10294857-4
- International Standard Name Identifier: 0000 0001 1167 2345
- Library of Congress Control Number: n92021878
- MusicBrainz: 3f575ecd-627d-4f08-a89f-abd46d469c7e
- Virtual International Authority File: 148538374